# Carl Holmberg (idrottare)
Carl Johan Severin Holmberg, född den 9 mars 1884 i Malmö, död den 1 december 1909 där, var en svensk militär (löjtnant) och idrottsman (friidrottare och gymnast).

## Friidrott
Holmberg tävlade i friidrott för klubben IFK Malmö, och var inofficiell svensk rekordhållare i höjdhopp 1903 till 1905. Han vann SM i höjdhopp 1903. Han hade också det inofficiella svenska rekordet i tresteg 1902 till 1905 samt vann SM i tresteg 1903.
Den 13 juli 1902 slog Holmberg Frans Frises svenska rekord i tresteg (12,10) med ett hopp på 12,65. Rekordet slogs 1906 av Oscar Lemming.
Vid friidrotts-SM den 2 augusti 1903 vann Holmberg höjdhoppet på 1,755. Härvid förbättrade han Yngve Elmlunds inofficiella svenska rekord från tidigare samma år (1,752). Rekordet skulle komma att slås 1905 av Olle Almqvist. Han vann även guld i tresteg, på 12,38.

## Gymnastik
Holmberg blev olympisk guldmedaljör 1908 i lagtävlingen i gymnastik. I laget ingick bland annat även hans båda bröder Oswald och Arvid Holmberg. Carl Holmberg var vid denna tid underlöjtnant vid Smålands artilleriregemente. Han är begravd på Sankt Pauli mellersta kyrkogård i Malmö.